# ヘンないきもの
『ヘンないきもの』とは、フジテレビ系列で2014年から2017年まで不定期放送されていたバラエティ番組である。

## 概要
当番組は、見た目や成長などが一風変わった変な生き物をランキング形式で紹介する映像バラエティである。
映像は研究者も驚く稀少価値の高いレアな映像が多い。

## 出演者

### MC
- バカリズム（第1回 - 第3回）
- 武井壮（第1回 - 第3回）
- ローラ（第1回）
- 神田沙也加（第2回）
- 平愛梨（第3回）

※第4回は、MCやゲストなどの出演者はスタジオやロケも含めて一切なしで、ナレーターによる番組進行だった。

## 放送日・ゲスト一覧
| 回数  | 放送日                   | 放送時間（JST） | ゲスト | 備考                  |
| ----- | ------------------------ | --------------- | --- | --------------------- |
| 第1回 | 2014年6月3日（火曜日）   | 19:00 - 20:54   | 柴田理恵、田中卓志（アンガールズ）、冨浦智嗣、緋田康人、本田望結、前田敦子、山里亮太（南海キャンディーズ） | 『カスペ!』枠で放送。 |
| 第2回 | 2015年6月30日（火曜日）  | 19:00 - 21:54   | 芦田愛菜、宇梶剛士、澤部佑（ハライチ）、武田梨奈、内藤大助、福士蒼汰、前田敦子                             |                       |
| 第3回 | 2016年10月4日（火曜日）  | 19:00 - 21:54   | キムラ緑子、小峠英二（バイきんぐ）、篠原信一、内藤大助、前田敦子                                           |                       |
| 第4回 | 2017年10月13日（金曜日） | 19:00 - 20:54   | なし |                       |

## スタッフ
- ナレーター：服部潤、飯島肇、伊藤美紀、福田亨、武田華

第3回（2016年10月4日）放送分
- 監修：渡邊邦夫、富田京一、青木保
- 構成：今村クニト、岩佐真吾、大悟法弘一、建部和史
- TP：間瀬竜也
- TD：坂巻昭夫
- CAM：高村和隆、近藤慎司、山田大介、宿南和宏、古田俊
- VE：宮前早智
- VTR：浦崎二奈
- 音声：下田由紀、小野文之、中来田勲
- 照明：井町成宏、長治憲明、高橋有貴、池田龍司
- ロケCAM：谷茂田稔、下妻邦康
- ロケ音声：葛生美希、斑目理
- 美術プロデューサー：林政之
- 美術進行：太田菜摘
- デザイン：野口陽介
- 美術協力：フジアール
- 大道具：卜部徹夫、安藤良弘
- アクリル装飾：山田隼人
- 電飾：白鳥雄一
- モニター：芦木久宗・楠本竜太、福田早希
- メイク：福田裕子
- 編集：鈴木海渡
- MA：井坂拓人
- 音効：有木岳人
- CG：ヤシマヒデキ
- リサーチ：山岸悠也（フルタイム）、Tonoshindo
- 技術協力：ヌーベルアージュ、テクノマックス、メディアハウスサウンドデザイン、LOOP
- 広報：小中ももこ（フジテレビ）
- TK：後藤有紀
- ディレクター：吉田健一、川村大介、坪山悟史、舟木隆浩、井村泰二郎
- プロデューサー：角田竜一
- 編成企画：加藤達也（フジテレビ）
- 総合演出：北山友亮
- 総合プロデュース：井澤達也
- 企画制作：フジテレビ
- 制作著作：C.A.L

第2回（2015年6月30日）放送分
- 監修：渡邊邦夫、富田京一、青木保
- 構成：今村クニト、岩佐真吾、大悟法弘一、建部和史
- TP：間瀬竜也
- TD：坂巻昭夫
- CAM：高村和隆、近藤慎司、山田大介、宿南和宏、古田俊
- VE：宮前早智
- VTR：浦崎二奈
- 音声：下田由紀、竹内和正、三浦光太郎、安部弘真
- 照明：井町成宏、長治憲明、高橋有貴、池田龍司
- ロケCAM：谷茂田稔、下妻邦康
- ロケ音声：葛生美希、斑目理
- 美術プロデューサー：林政之
- 美術進行：太田菜摘
- デザイン：野口陽介
- 美術協力：フジアール
- 大道具：卜部徹夫、安藤良弘
- アクリル装飾：山田隼人
- 電飾：白鳥雄一
- モニター：芦木久宗・楠本竜太、福田早希
- メイク：福田裕子
- 編集：鈴木海渡
- MA：井坂拓人
- 音効：有木岳人
- CG：ヤシマヒデキ
- リサーチ：山岸悠也（フルタイム）、Tonoshindo
- 技術協力：ヌーベルアージュ、テクノマックス、メディアハウスサウンドデザイン、LOOP

## 関連番組
- 絶対に遭遇したくない危険生物 COUNT DOWN 50 - 日本テレビ系列で2009年1月29日（木曜日）19:00 - 20:54（JST）に放送された特別番組。当番組では“変な生き物”が対象であるのに対して、同番組では“危険な生き物”が対象である。日本国内や世界各国で生息する人体に悪影響を与える危険な生き物をランキングBEST50でカウントダウン形式で発表された。MCはネプチューン。